# Санта-Терезинья-ди-Итайпу
Санта-Терезинья-ди-Итайпу (порт. Santa Terezinha de Itaipu) — муниципалитет в Бразилии, входит в штат Парана. Составная часть мезорегиона Запад штата Парана. Входит в экономико-статистический микрорегион Фос-ду-Игуасу. Население составляет 21 486 человек на 2006 год. Занимает площадь 259,393 км². Плотность населения — 82,8 чел./км².
Праздник города — 3 марта.

## История
Город основан 3 марта 1982 года. 

## Статистика
- Валовой внутренний продукт на 2003 год составляет 148 168 231,00 реалов (данные: Бразильский институт географии и статистики).
- Валовой внутренний продукт на душу населения на 2003 год составляет 7387,73 реалов (данные: Бразильский институт географии и статистики).
- Индекс развития человеческого потенциала на 2000 год составляет 0,778 (данные: Программа развития ООН).

## География
Климат местности: тропический.